# Droga krajowa B231 (Niemcy)
Była Droga krajowa 231 (niem. Bundesstraße 231, B 231) – niemiecka droga krajowa przebiegająca  z zachodu na wschód łącząc drogę B223 w Oberhausen z drogą B224 w Essen.

## Historia
Fragment drogi od skrzyżowania z drogą B8 w Duisburgu do skrzyżowania z drogą B223 w Oberhausen został z dniem 1 stycznia 2007 zdegradowany do drogi lokalnej.